# Omayra Sánchez
Omayra Sánchez Garzón (Armero, 28 de agosto de 1972 — Armero, 16 de novembro de 1985) foi uma menina colombiana morta aos 13 anos de idade em Armero, Tolima, pela erupção do vulcão Nevado del Ruiz, ocorrida em 1985. Detritos vulcânicos se misturaram ao gelo para formar lahars (fluxos de lama massivos, deslizamentos de terra e fluxos de detritos induzidos vulcanicamente), que invadiram os vales dos rios abaixo da montanha, matando mais de 25 mil pessoas e destruindo Armero e outras 13 aldeias.
Depois que um lahar demoliu sua casa, Sánchez ficou presa sob os escombros de sua casa e permaneceu na água por três dias. Sua situação foi documentada enquanto ela passava da calma para a agonia. Sua coragem e dignidade emocionaram jornalistas e trabalhadores humanitários, que se esforçaram muito para confortá-la. Após 60 horas de luta, ela morreu, provavelmente como resultado de gangrena ou hipotermia. Sua morte destacou o fracasso das autoridades em responder corretamente à ameaça do vulcão, em contraste com os esforços dos socorristas voluntários para alcançar e tratar as vítimas presas, apesar de suprimentos e equipamentos inadequados.
Uma fotografia de Sánchez tirada pelo fotojornalista Frank Fournier pouco antes de sua morte foi publicada em meios de comunicação de todo o mundo. Posteriormente, foi designada a World Press Photo of the Year em 1986. Sánchez permaneceu uma figura duradoura na cultura popular, lembrada por meio da música, literatura e artigos comemorativos.

## Contexto
Em 13 de novembro de 1985, o vulcão Nevado del Ruiz entrou em erupção. Às 21h09 daquela noite, fluxos piroclásticos explodindo da cratera derreteram a calota glacial da montanha, formando lahars (fluxos de lama vulcânica e fluxos de detritos) que caíram em cascata nos vales dos rios abaixo. Um lahar, composto por três ondas, causou a maior parte do dano. Viajando a 6 metros por segundo, a primeira onda envolveu a maior parte da cidade de Armero, matando até 20 mil pessoas; as duas últimas ondas enfraqueceram os edifícios. Outro lahar matou 1 800 pessoas nas proximidades de Chinchiná. No total, cerca de 23 mil pessoas foram mortas e 13 aldeias, além de Armero, foram destruídas.

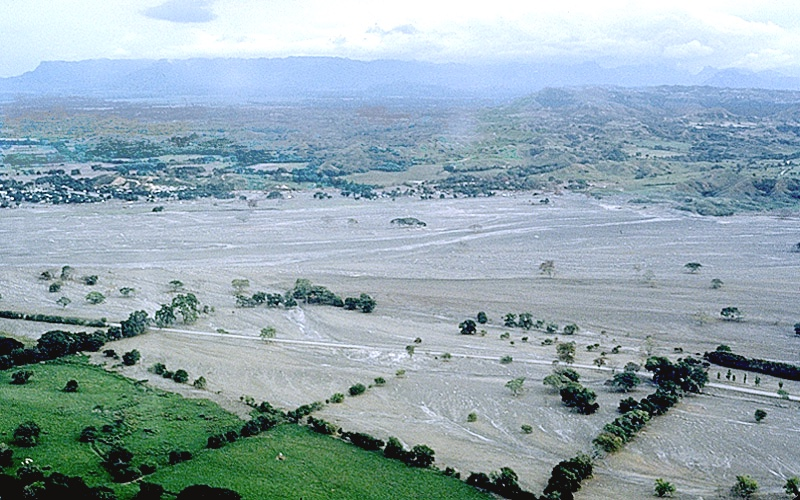
Anteriormente no centro desta área, a cidade de Armero foi soterrada por grossos fluxos de lama vulcânica em 1985.

A perda de vidas foi exacerbada pela falha das autoridades em tomar medidas preventivas dispendiosas na ausência de sinais claros de perigo iminente. Não ocorrera nenhuma erupção substancial do vulcão desde 1845, o que contribuiu para a complacência do governo; os habitantes locais chamavam o vulcão de "Leão Adormecido".
Em setembro de 1985, quando terremotos e erupções freáticas sacudiram a área ao redor do vulcão, as autoridades começaram a planejar a evacuação. Um mapa de perigo foi preparado em outubro; ele destacava o perigo da queda de cinzas e rochas perto de Murillo, Santa Isabel e Líbano, bem como a ameaça de lahars em Mariquita, Guayabal, Chinchiná e Armero. O mapa foi mal distribuído para aqueles em maior risco: muitos sobreviventes nunca tinham ouvido falar dele, embora vários jornais importantes o tenham publicado. Henry Villegas, do Instituto Colombiano de Mineração e Geologia, afirmou que os mapas demonstravam claramente que Armero seria afetado pelos lahars, mas "encontrou forte oposição de interesses econômicos. Ele disse que o curto espaço de tempo entre a preparação do mapa e a erupção dificultou a distribuição oportuna.
O Congresso colombiano criticou as agências científicas e de defesa civil por serem "alarmistas" e o governo e o exército estavam preocupados com a campanha de guerrilha em Bogotá, a capital nacional, que estava no auge na época.
O número de mortos aumentou devido à falta de avisos antecipados, ao uso imprudente da terra, uma vez que as aldeias foram construídas no caminho mais provável dos lahars, e à falta de preparação nas comunidades perto do vulcão. O pior desastre natural da Colômbia, a tragédia de Armero (como veio a ser conhecida) foi o segundo desastre vulcânico mais mortal do século XX (superado apenas pela erupção do Monte Pelée em 1902). Foi a quarta erupção mais mortal registrada desde o ano 1500. Seus lahars foram os mais mortíferos da história vulcânica.

## Vida
Omayra Sánchez morava no bairro de Santander com seu pai Álvaro Enrique, um coletor de arroz e sorgo, sua mãe María Aleida, seu irmão Álvaro Enrique e sua tia María Adela Garzón. Antes da erupção, sua mãe viajou para Bogotá a negócios. Na noite do desastre, Omayra e sua família estavam acordados, preocupados com a queda de cinzas da erupção, quando ouviram o som de um lahar se aproximando. Depois que ele atingiu a casa, Omayra ficou presa sob o concreto e outros escombros de sua residência e não conseguiu se livrar. Quando as equipes de resgate tentaram ajudá-la, perceberam que suas pernas estavam presas sob o telhado de sua casa. As fontes divergem quanto ao grau em que Sánchez estava presa. Zeiderman (2009) disse que ela estava "presa até o pescoço", enquanto Barragán (1987) disse que ela estava presa até a cintura.
Durante as primeiras horas depois que o fluxo de lama a atingiu, ela ficou coberta por concreto, mas enfiou a mão em uma rachadura nos escombros. Depois que um salvador notou a mão dela saindo de uma pilha de escombros, ele e outros limparam ladrilhos e madeira ao longo de um dia. Uma vez que a menina foi libertada da cintura para cima, seus salvadores tentaram puxá-la para fora, mas descobriram que a tarefa era impossível sem quebrar suas pernas no processo. Cada vez que uma pessoa a puxava, a água acumulava-se ao redor dela, subindo de forma que parecia que ela se afogaria se a soltassem, então a equipe de resgate colocou um pneu em volta de seu corpo para mantê-la à tona. Os mergulhadores descobriram que as pernas de Sánchez estavam presas sob uma porta de tijolos, com os braços da tia agarrados com força em torno de suas pernas e pés.

## Morte
A Colômbia e metade do mundo ficaram com a amarga sensação de que Omayra Sánchez poderia ter sido capaz de continuar a viver depois de permanecer por quase 60 horas presa da cabeça aos pés em meio a escombros de Armero. Seu rosto, suas palavras e sua coragem, que foram transmitidas para todo o mundo na televisão e foram uma imagem comovente nos maiores jornais e revistas dos Estados Unidos e da Europa, mantiveram-se como um testemunho da acusação contra aqueles que poderiam ter, no mínimo, feito a tragédia ter sido menos grave.
Germán Santa María Barragán ao El Tiempo, 23 de novembro de 1985

Apesar de sua situação difícil, Sánchez manteve-se relativamente positiva: cantou para Germán Santa María Barragán, um jornalista que trabalhava como voluntário, pediu comida doce, bebeu refrigerante e concordou em ser entrevistada. Às vezes, ela ficava com medo e orava ou chorava. Na terceira noite, Sánchez começou a ter alucinações, dizendo que não queria se atrasar para a escola e mencionou uma prova de matemática. Perto do fim de sua vida, os olhos de Sánchez ficaram vermelhos, seu rosto inchou e suas mãos ficaram brancas. A certa altura, ela pediu às pessoas que a deixassem para que elas pudessem descansar. Horas depois, os trabalhadores voltaram com uma bomba e tentaram salvá-la, mas suas pernas estavam dobradas sob o concreto como se ela estivesse ajoelhada e era impossível libertá-la sem cortar as pernas. Na falta de equipamento cirúrgico para salvá-la dos efeitos de uma amputação, os médicos presentes concordaram que seria mais humano deixá-la morrer. Ao todo, Sánchez sofreu por quase três noites (cerca de 60 horas) antes de morrer aproximadamente às 10h05 em 16 de novembro de exposição, provavelmente de gangrena ou hipotermia.
Seu irmão sobreviveu aos lahars; seu pai e sua tia morreram. Sua mãe expressou seus sentimentos sobre a morte de Omayra: "É horrível, mas temos que pensar nos vivos [...] Vou viver pelo meu filho, que perdeu apenas um dedo."
À medida que o público tomava conhecimento da situação de Sánchez pela mídia, sua morte se tornou um símbolo do fracasso das autoridades em ajudar adequadamente as vítimas que poderiam ter sido salvas. A polêmica começou depois que as descrições da escassez foram divulgadas nos jornais, desmentindo o que as autoridades haviam indicado anteriormente: que haviam usado o melhor de seus suprimentos. Trabalhadores voluntários de ajuda humanitária disseram que havia falta de recursos e que suprimentos básicos como pás, ferramentas de corte e macas acabaram. O processo de resgate foi impedido por grandes multidões e desorganização. Um policial não identificado disse que o governo deveria depender de recursos humanos para amenizar os problemas e que o sistema de resgate estava desorganizado. O então ministro da Defesa da Colômbia, Miguel Uribe, disse "entender as críticas ao esforço de resgate", mas disse que a Colômbia era "um país subdesenvolvido" que não "tinha esse tipo de equipamento".

## Fotografia
Frank Fournier, um repórter francês que desembarcou em Bogotá em 15 de novembro, tirou uma foto de Sánchez em seus últimos dias, intitulada "A Agonia de Omayra Sánchez". Quando ele chegou a Armero na madrugada do dia 16, um fazendeiro o encaminhou para Sánchez, que àquela altura estava presa por quase três dias. Fournier mais tarde descreveu a cidade como "muito assustadora", com um "silêncio assombroso" pontuado por gritos. Ele disse que tirou a foto sentindo que só poderia "relatar adequadamente a coragem, o sofrimento e a dignidade da menina" em sua tentativa de divulgar o desastre e os esforços de socorro, sentindo-se "impotente" de outra forma.

Na época, o mundo ficou ciente do desastre. Sánchez foi uma das vítimas centrais da controvérsia associada à responsabilidade das consequências destrutivas da erupção. A imagem chamou a atenção internacional. De acordo com um repórter não identificado da BBC, "muitos ficaram chocados em testemunhar tão intimamente o que aconteceu nas últimas horas de vida de Omayra". Depois que a foto foi publicada no Paris Match, muitos acusaram Fournier de ser "um abutre". Ele respondeu,
"Achei que era importante relatar a história e fiquei mais feliz por ter havido alguma reação; teria sido pior se as pessoas não tivessem se importado com isso. [...] Acredito que a foto ajudou a arrecadar dinheiro de todo o mundo em ajuda humanitária e ajudou a destacar a irresponsabilidade e falta de coragem dos líderes do país."
A imagem mais tarde ganhou o prêmio World Press Photo of the Year em 1986.

## Legado
A catástrofe de Armero aconteceu logo após o ataque do grupo guerrilheiro M-19 e o subsequente cerco ao Palácio da Justiça em 6 de novembro, piorando uma situação já caótica. Após a morte de Sánchez, a culpa pelo acontecido e pela tragédia de Armero recaiu sobre o governo colombiano por sua inação e indiferença geral aos sinais de alerta antes da erupção do vulcão.
O vulcão Nevado del Ruiz ainda está ativo, de acordo com o centro de monitoramento vulcânico da Colômbia. O derretimento de apenas 10 por cento do gelo produziria fluxos de lama com um volume de até 200 milhões de metros cúbicos, semelhante ao fluxo de lama que destruiu Armero em 1985. Esses lahars podem viajar até 100 km ao longo dos vales dos rios em poucas horas. As estimativas mostram que até 500 mil pessoas que vivem nos vales Combeima, Chinchiná, Coello-Toche e Guali estão em risco e que 100 mil delas estão em locais considerados de alto risco. A cidade de Armero não existe mais. O local foi deixado como um memorial com cruzes cristãs e um pequeno monumento a Sánchez.
Nos anos que se seguiram à erupção, a memória de Sánchez foi repetidamente comemorada, especialmente em jornais como El Tiempo. Muitas vítimas do desastre foram homenageadas, mas Sánchez em particular atraiu atenção duradoura na poesia popular, nos romances e na música. Por exemplo, uma banda de punk rock formada no Chile em 2008 se autodenominou "Omayra Sánchez"; eles expressavam o "descontentamento que sentem com o descaso das pessoas que hoje governam o mundo". Adiós, Omayra: La catástrofe de Armero (1988), escrita por Eduardo Santa em resposta à erupção, retrata os últimos dias de vida da menina em detalhes e a cita em sua introdução como um símbolo eterno da catástrofe. Em No Morirás (1994), Germán Santa María Barragán escreve que de todos os horrores que viu em Armero, nada foi mais doloroso do que ver o rosto de Omayra Sánchez sob as ruínas de sua casa. O conto de Isabel Allende "Do Barro Somos Criados" ("De barro estamos hechos") é contado da perspectiva de um repórter que tenta ajudar uma menina presa sob a lareira de sua casa em ruínas. Allende escreveu mais tarde: "Seus grandes olhos negros [de Sánchez], cheios de resignação e sabedoria, ainda me perseguem em meus sonhos. Escrever a história falhou em exorcizar seu fantasma."
Para tentar evitar a repetição de tal desastre, o governo da Colômbia criou a Oficina Nacional para la Atención de Desastres (Escritório Nacional de Preparação para Desastres), agora conhecida como Dirección de Prevención y Atención de Desastres (Direção de Prevenção e Preparação para Desastres). Todas as cidades colombianas foram orientadas a fazer planos para desastres naturais. Uma espécie de grilo encontrada na região da tragédia de Armero foi descrita em 2020 e denominada Gigagryllus omayrae em memória de Omayra Sánchez.